# Halové mistrovství Evropy v atletice 1975

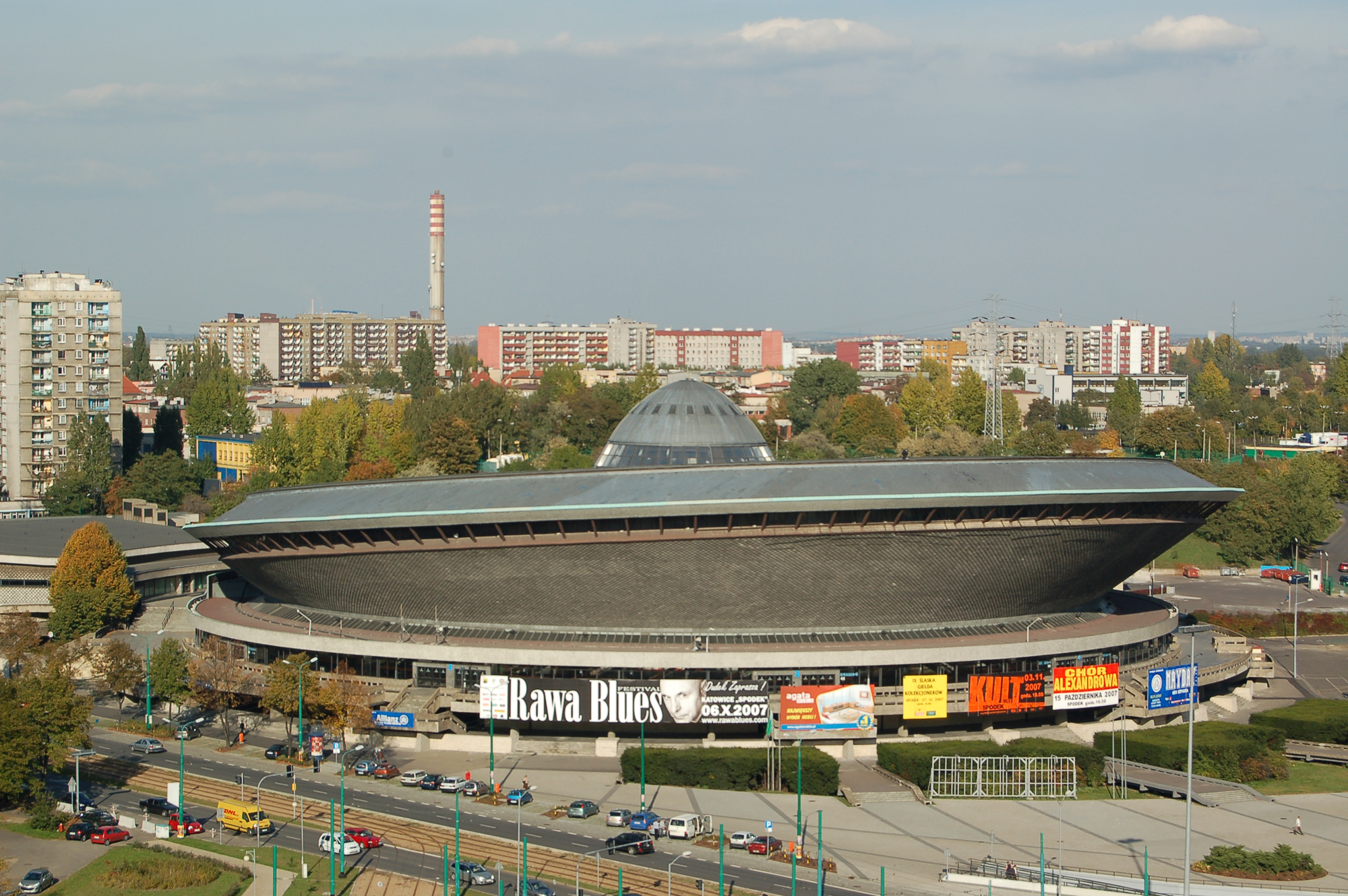
Hala Spodek v Katovicích

6. Halové mistrovství Evropy v atletice se konalo ve dnech 8. – 9. března 1975 v polských Katovicích v hale Spodek.
Na programu bylo dohromady 21 disciplín (12 mužských a 9 ženských). Součástí šampionátu byl štafetový závod mužů a žen na 4 × 320 metrů. O nejhodnotnější výkon se postarala výškařka Rosemarie Ackermannová, která výkonem 192 cm vyrovnala rekord šampionátu Jordanky Blagoevové z roku 1973.

## Medailisté

### Muži
| Soutěž        | Zlato                                                                            | Stříbro                                                                              | Bronz                                                                  |
| ------------- | -------------------------------------------------------------------------------- | ------------------------------------------------------------------------------------ | ---------------------------------------------------------------------- |
| 60 m          | Valerij Borzov 6,59                                                              | Alexandr Axinin 6,67                                                                 | Zenon Licznerski 6,74                                                  |
| 400 m         | Hermann Köhler 48,75                                                             | Josip Alebič 49,04                                                                   | Semjon Kocher 49,33                                                    |
| 800 m         | Gerhard Stolle 1:49,8                                                            | Ivo Van Damme 1:50,1                                                                 | Vladimir Ponomarjov 1:50,2                                             |
| 1500 m        | Thomas Wessinghage 3:44,6                                                        | Pjotr Anisim 3:45,4                                                                  | Gheorghe Ghipu 3:45,4                                                  |
| 3000 m        | Ian Stewart 7:58,6                                                               | Pekka Päivärinta 7:58,6                                                              | Boris Kuzněcov 8:01,2                                                  |
| 60 m př.      | Leszek Wodzyński 7,69                                                            | Frank Siebeck 7,69                                                                   | Eduard Perevercev 7,74                                                 |
| 4 x 320 m     | Západní Německo 2:29,9 Klaus Ehl Franz-Peter Hofmeister Karl Honz Hermann Köhler | Polsko 2:31,4 Wiesław Pucholski Roman Siedlecki Jerzy Włodarczyk Wojciech Romanowski | BLR 2:32,1 Krassimir Gutev Narzis Popov Jordan Jordanov Janko Bratanov |
| Skok do výšky | Vladimír Malý 2,21 m                                                             | Endre Kelemen 2,19 m                                                                 | Rune Almén 2,19 m                                                      |
| Skok o tyči   | Antti Kalliomäki 5,35 m                                                          | Wojciech Buciarski 5,30 m                                                            | Władysław Kozakiewicz 5,30 m                                           |
| Skok daleký   | Jacques Rousseau 7,94 m                                                          | Hans-Jürgen Berger 7,87 m                                                            | Zbigniew Beta 7,82 m                                                   |
| Trojskok      | Viktor Sanějev 17,01 m                                                           | Michał Joachimowski 16,90 m                                                          | Gennadij Besonov 16,78 m                                               |
| Vrh koulí     | Vălčo Stoev 20,29 m                                                              | Geoffrey Capes 19,98 m                                                               | Valerij Vojkin 19,44 m                                                 |

### Ženy
| Soutěž        | Zlato                                                                                       | Stříbro                                                                                      | Bronz                                                                                      |
| ------------- | ------------------------------------------------------------------------------------------- | -------------------------------------------------------------------------------------------- | ------------------------------------------------------------------------------------------ |
| 60 m          | Andrea Lynchová 7,17                                                                        | Monika Meyerová 7,24                                                                         | Irena Szewińská 7,26                                                                       |
| 400 m         | Verona Elderová 52,68                                                                       | Naděžda Iljinová 53,21                                                                       | Inta Klimovičová 53,91                                                                     |
| 800 m         | Anita Barkusky 2:05,6                                                                       | Sarmita Stûla 2:06,2                                                                         | Rosica Pechlivanovová 2:06,3                                                               |
| 1500 m        | Natalia Andreiová 4:14,7                                                                    | Taťjana Kazankinová 4:14,8                                                                   | Ellen Wellmannová 4:16,2                                                                   |
| 60 m př.      | Grażyna Rabsztynová 8,04                                                                    | Annelie Ehrhardtová 8,12                                                                     | Taťjana Anisimovová 8,21                                                                   |
| 4 x 320 m     | Sovětský svaz 2:46,1 Inta Klimovičová Ingrida Barkaneová Ludmila Axenovová Naděžda Iljinová | Západní Německo 2:47,3 Elke Barthová Brigitte Koczelniková Silvia Hoffmannová Rita Wildenová | Polsko 2:49,5 Zofia Zwolińská Genowefa Nowaczyková Krystyna Kacperczyková Danuta Piecyková |
| Skok do výšky | Rosemarie Ackermannová 1,92 m                                                               | Marie-Christine Debourse 1,83 m                                                              | Annemieke Boumaová 1,80 m                                                                  |
| Skok daleký   | Dorina Catineanuová 6,31 m                                                                  | Lidija Alfejevová 6,29 m                                                                     | Meta Antenenová 6,28 m                                                                     |
| Vrh koulí     | Marianne Adamová 20,05 m                                                                    | Helena Fibingerová 19,97 m                                                                   | Ivanka Christovová 19,35 m                                                                 |

## Medailové pořadí
| Umístění | Stát                       | Zlato | Stříbro | Bronz | Celkem |
| -------- | -------------------------- | ----- | ------- | ----- | ------ |
| 1.       | NDR                        | 4     | 3       | 0     | 7      |
| 2.       | Sovětský svaz              | 3     | 6       | 8     | 17     |
| 3.       | Západní Německo            | 3     | 2       | 1     | 6      |
| 4.       | Velká Británie             | 3     | 1       | 0     | 4      |
| 5.       | Polsko                     | 2     | 3       | 5     | 10     |
| 6.       | Rumunsko                   | 2     | 0       | 1     | 3      |
| 7.       | Československo             | 1     | 1       | 0     | 2      |
| 7.       | Finsko                     | 1     | 1       | 0     | 2      |
| 7.       | Francie                    | 1     | 1       | 0     | 2      |
| 10.      | Bulharská lidová republika | 1     | 0       | 3     | 4      |
| 11.      | Belgie                     | 0     | 1       | 0     | 1      |
| 11.      | SFR Jugoslávie             | 0     | 1       | 0     | 1      |
| 11.      | Maďarsko                   | 0     | 1       | 0     | 1      |
| 14.      | Nizozemsko                 | 0     | 0       | 1     | 1      |
| 14.      | Švédsko                    | 0     | 0       | 1     | 1      |
| 14.      | Švýcarsko                  | 0     | 0       | 1     | 1      |